# Basketball-Bundesliga 2013-2014
La Basketball Bundesliga 2013–14, chiamata per ragioni di sponsorizzazione Beko Basketball Bundesliga, è stata la 48ª edizione del massimo campionato tedesco. La vittoria finale è stata appannaggio del Bayern Monaco.

## Regolamento
Fra le due squadre retrocesse al termine della Regular Season 2012-2013, ovvero MHP RIESEN Ludwigsburg e Gießen 46ers, solo questi ultimi sono stati rimpiazzati dai neopromossi S.C. RASTA Vechta. Il MHP RIESEN Ludwigsburg è stato ripescato poiché la seconda squadra neopromossa dalla ProA, il Düsseldorf Baskets ha subito la revoca della licenza.
Le 18 squadre partecipanti disputeranno un girone unico all'italiana, con partite d'andata e ritorno. Al termine della stagione regolare, le prime otto classificate saranno ammesse ai play-off scudetto. Sono previste due retrocessioni dirette in ProA.

## Regular season
|     | Squadra                       | Pt. | G  | V  | P  | PF   | PS   | Diff. | Qualificazione     |
| --- | ----------------------------- | --- | -- | -- | -- | ---- | ---- | ----- | ------------------ |
| 1.  | Bayern Monaco                 | 58  | 34 | 29 | 4  | 2940 | 2512 | +428  | playoffs           |
| 2.  | Brose Baskets Bamberg         | 56  | 34 | 28 | 6  | 2720 | 2400 | +320  | playoffs           |
| 3.  | ALBA Berlino                  | 54  | 34 | 27 | 7  | 2783 | 2375 | +408  | playoffs           |
| 4.  | EWE Baskets Oldenburg         | 50  | 34 | 25 | 9  | 2775 | 2602 | +173  | playoffs           |
| 5.  | Telekom Baskets Bonn          | 42  | 34 | 21 | 13 | 2697 | 2652 | +45   | playoffs           |
| 6.  | ratiopharm Ulm                | 40  | 34 | 20 | 14 | 2814 | 2701 | +113  | playoffs           |
| 7.  | Artland Dragons Quakenbrück   | 40  | 34 | 20 | 14 | 2623 | 2629 | -6    | playoffs           |
| 8.  | MHP RIESEN Ludwigsburg        | 36  | 34 | 18 | 16 | 2695 | 2659 | +36   | playoffs           |
| 9.  | Mitteldeutscher BC Weißenfels | 32  | 34 | 16 | 18 | 2629 | 2747 | -118  |                    |
| 10. | Phoenix Hagen                 | 30  | 34 | 15 | 19 | 2746 | 2898 | -152  |                    |
| 11. | Fraport Skyliners Francoforte | 28  | 34 | 14 | 20 | 2412 | 2512 | -100  |                    |
| 12. | Eisbären Bremerhaven          | 24  | 34 | 12 | 22 | 2598 | 2716 | -118  |                    |
| 13. | TBB Trier                     | 24  | 34 | 12 | 22 | 2504 | 2635 | -131  |                    |
| 14. | medi Bayreuth                 | 22  | 34 | 11 | 23 | 2564 | 2699 | -135  |                    |
| 15. | NY Phantoms Braunschweig      | 22  | 34 | 11 | 23 | 2591 | 2723 | -132  |                    |
| 16. | Walter Tigers Tübingen        | 20  | 34 | 10 | 24 | 2550 | 2802 | -252  |                    |
| 17. | s.Oliver Baskets Würzburg     | 20  | 34 | 11 | 23 | 2492 | 2632 | -140  | retrocesse in ProA |
| 18. | S.C. RASTA Vechta             | 12  | 34 | 6  | 28 | 2603 | 2842 | -239  | retrocesse in ProA |

## Playoff

### Tabellone
|  | Quarti di finale | Quarti di finale | Quarti di finale |              |               | Semifinali      | Semifinali | Semifinali |  |  | Finali | Finali        | Finali |
|  |                  |                  |                  |              |               |                 |            |            |  |  |        |               |        |
|  | 1.               | Bayern Monaco    | 3                |              |               |                 |            |            |  |  |        |               |        |
|  | 8.               | R. Ludwigsburg   | 1                |              |               |                 |            |            |  |  |        |               |        |
|  | 8.               | R. Ludwigsburg   | 1                |              | 1.            | Bayern Monaco   | 3          |            |  |  |        |               |        |
|  |                  |                  |                  |              | 1.            | Bayern Monaco   | 3          |            |  |  |        |               |        |
|  |                  | 4.               | EWE Oldenburg    | 2            |               |                 |            |            |  |  |        |               |        |
|  | 4.               | 4.               | EWE Oldenburg    | 2            | EWE Oldenburg | 3               |            |            |  |  |        |               |        |
|  | 4.               |                  |                  |              | EWE Oldenburg | 3               |            |            |  |  |        |               |        |
|  | 5.               | Telekom Bonn     | 2                |              |               |                 |            |            |  |  |        |               |        |
|  |                  |                  |                  |              |               |                 |            |            |  |  | 1.     | Bayern Monaco | 3      |
|  |                  |                  | 3.               | Alba Berlino | 1             |                 |            |            |  |  |        |               |        |
|  | 2.               | Bamberger        | 1                |              |               |                 |            |            |  |  |        |               |        |
|  | 7.               | Artland Dragons  | 3                |              |               |                 |            |            |  |  |        |               |        |
|  | 7.               | Artland Dragons  | 3                |              | 7.            | Artland Dragons | 1          |            |  |  |        |               |        |
|  |                  |                  |                  |              | 7.            | Artland Dragons | 1          |            |  |  |        |               |        |
|  |                  | 3.               | Alba Berlino     | 3            |               |                 |            |            |  |  |        |               |        |
|  | 3.               | 3.               | Alba Berlino     | 3            | Alba Berlino  | 3               |            |            |  |  |        |               |        |
|  | 3.               |                  |                  |              | Alba Berlino  | 3               |            |            |  |  |        |               |        |
|  | 6.               | Ulma             | 1                |              |               |                 |            |            |  |  |        |               |        |

### Quarti di finale
| Squadra 1             | Totale | Squadra 2                   | Gara 1 | Gara 2 | Gara 3 | Gara 4 | Gara 5 |
| --------------------- | ------ | --------------------------- | ------ | ------ | ------ | ------ | ------ |
| Bayern Monaco         | 3 - 1  | MHP RIESEN Ludwigsburg      | 101-57 | 83-85  | 104-82 | 86-68  |        |
| EWE Baskets Oldenburg | 3 - 2  | Telekom Baskets Bonn        | 69-63  | 61-72  | 72-71  | 71-72  | 84-72  |
| ALBA Berlino          | 3 - 1  | ratiopharm Ulm              | 86-66  | 90-89  | 64-71  | 95-89  |        |
| Brose Baskets Bamberg | 1 - 3  | Artland Dragons Quakenbrück | 68-73  | 80-72  | 75-77  | 75-83  |        |

### Semifinali
| Squadra 1     | Totale | Squadra 2                   | Gara 1 | Gara 2 | Gara 3  | Gara 4 | Gara 5 |
| ------------- | ------ | --------------------------- | ------ | ------ | ------- | ------ | ------ |
| Bayern Monaco | 3 - 2  | EWE Baskets Oldenburg       | 85-67  | 74-72  | 103-105 | 60-70  | 88-63  |
| ALBA Berlino  | 3 - 1  | Artland Dragons Quakenbrück | 81-79  | 84-91  | 74-68   | 69-61  |        |

### Finale
| Squadra 1     | Totale | Squadra 2    | Gara 1 | Gara 2 | Gara 3 | Gara 4 | Gara 5 |
| ------------- | ------ | ------------ | ------ | ------ | ------ | ------ | ------ |
| Bayern Monaco | 3 - 1  | ALBA Berlino | 88-81  | 81-95  | 92-86  | 75-62  |        |

| Basketball-Bundesliga 2013-2014 |
| ------------------------------- |
| Bayern Monaco 3º titolo         |

## Squadra vincitrice
| N°   | Naz.                            | Ruolo | Sportivo           |  | Alt. |  |
| ---- | ------------------------------- | ----- | ------------------ |  | ---- |  |
| 5    | Stati Uniti (bandiera)          | AC    | Chevon Troutman    |  | 202  |  |
| 6    | Germania (bandiera)             | P     | Steffen Hamann     |  | 191  |  |
| 8    | Germania (bandiera)             | P     | Heiko Schaffartzik |  | 183  |  |
| 9    | Stati Uniti (bandiera)          | AG    | Deon Thompson      |  | 203  |  |
| 10   | Germania (bandiera)             | G     | Lucca Staiger      |  | 195  |  |
| 12   | Germania (bandiera)             | AP    | Robin Benzing      |  | 208  |  |
| 14   | Bosnia ed Erzegovina (bandiera) | AP    | Nihad Đedović      |  | 196  |  |
| 16   | Germania (bandiera)             | AP    | Paul Zipser        |  | 201  |  |
| 23   | Stati Uniti (bandiera)          | G     | Malcolm Delaney    |  | 191  |  |
| 24   | Germania (bandiera)             | P     | Demond Greene      |  | 186  |  |
| 32   | Germania (bandiera)             | AC    | Yassin Idbihi      |  | 208  |  |
| 41   | Serbia (bandiera)               | C     | Boris Savović      |  | 210  |  |
| 44   | Germania (bandiera)             | G     | Bryce Taylor       |  | 193  |  |
| 54   | Stati Uniti (bandiera)          | C     | John Bryant        |  | 211  |  |
| All. | Serbia (bandiera)               |       | Svetislav Pešić    |  |      |  |

## Premi e riconoscimenti
- MVP regular season:  Malcolm Delaney, Bayern Monaco
- MVP finals:  Malcolm Delaney, Bayern Monaco
- Allenatore dell'anno:  Silvano Poropat, Mitteldeutscher BC
- Attaccante dell'anno:  Darius Adams, Eisbären Bremerhaven
- Difensore dell'anno:  Cliff Hammonds, ALBA Berlin
- Giocatore più migliorato:  Danilo Barthel, Skyliners Frankfurt
- Premio Pascal Roller:  Per Günther, ratiopharm Ulm
- Rookie dell'anno:  Daniel Theis, ratiopharm Ulm
- All-BBL First Team:
  - G  Malcolm Delaney, Bayern Monaco
  - G  Anton Gavel, Brose Bamberg
  - F  Reggie Redding, ALBA Berlin
  - F  Angelo Caloiaro, Mitteldeutscher BC
  - C  D'or Fischer, Brose Bamberg
- All-BBL Second Team:
  - G  Jared Jordan, Telekom Baskets Bonn / Brose Bamberg
  - G  Julius Jenkins, EWE Baskets Oldenburg
  - F  Bryce Taylor, Bayern Monaco
  - F  Deon Thompson, Bayern Monaco
  - C  Leon Radošević, ALBA Berlin